# ローン郡 (ウェストバージニア州)
ローン郡（英: Roane County）は、アメリカ合衆国ウェストバージニア州の中央部西に位置する郡である。2010年国勢調査での人口は14,926人であり、2000年の15,446人から3.4%減少した。郡庁所在地はスペンサー市（人口2,322人）であり、同郡で人口最大の都市でもある。

## 歴史
ローン郡は1856年3月11日に、バージニア州議会の法によって設立された。郡名はバージニア州の法律家スペンサー・ローンに因んで名付けられた。ローンは1762年4月4日、バージニア州エセックス郡生まれだった。郡庁所在地のスペンサーもローンに因む命名だった。

## 地理
アメリカ合衆国国勢調査局に拠れば、郡域全面積は484平方マイル (1,253 km2)であり、このうち陸地484平方マイル (1,252 km2)、水域は0平方マイル (0 km2)で水域率は0.04%である。

### 主要高規格道路
- 州間高速道路79号線
- アメリカ国道33号線
- アメリカ国道119号線
- ウェストバージニア州道14号線
- ウェストバージニア州道36号線

### 隣接する郡
- ワート郡 - 北
- カルフーン郡 - 東
- クレイ郡 - 南東
- カナー郡 - 南
- ジャクソン郡 - 西

## 人口動態
以下は2000年国勢調査による人口統計データである。
| 基礎データ - 人口: 15,446人 - 世帯数: 6,161 世帯 - 家族数: 4,479 家族 - 人口密度: 12人/km2（32人/mi2） - 住居数: 7,360軒 - 住居密度: 6軒/km2（15軒/mi2） 人種別人口構成 - 白人: 98.56% - アフリカン・アメリカン: 0.22% - ネイティブ・アメリカン: 0.21% - アジア人: 0.23% - その他の人種: 0.19% - 混血: 0.60% - ヒスパニック・ラテン系: 0.67% 年齢別人口構成 - 18歳未満: 23.4% - 18-24歳: 8.7% - 25-44歳: 26.6% - 45-64歳: 26.5% - 65歳以上: 14.8% - 年齢の中央値: 40歳 - 性比（女性100人あたり男性の人口） - 総人口: 98.0 - 18歳以上: 96.0 | 世帯と家族（対世帯数） - 18歳未満の子供がいる: 30.7% - 結婚・同居している夫婦: 59.1% - 未婚・離婚・死別女性が世帯主: 9.3% - 非家族世帯: 27.3% - 単身世帯: 23.5% - 65歳以上の老人1人暮らし: 11.9% - 平均構成人数 - 世帯: 2.49人 - 家族: 2.91人 収入と家計 - 収入の中央値 - 世帯: 24,511米ドル - 家族: 29,280米ドル - 性別 - 男性: 28,738米ドル - 女性: 17,207米ドル - 人口1人あたり収入: 13,195米ドル - 貧困線以下 - 対人口: 22.6% - 対家族数: 17.8% - 18歳未満: 32.1% - 65歳以上: 15.5% |

## 都市と町

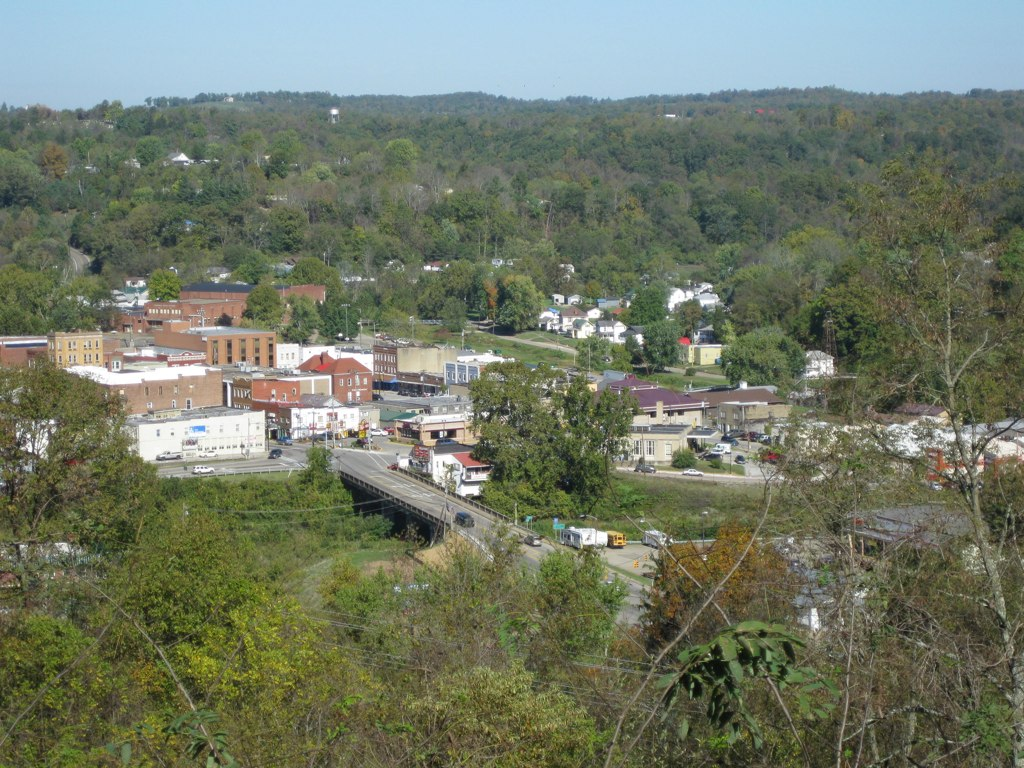
スペンサー

### 都市
- スペンサー - 郡庁所在地

### 町
- リーディ

次のリストは郡内の未編入町であるが、これで全てではない。

### 未編入の町
- アンマ
- コットン
- エラナ
- ガンディビル
- ラッティマー
- レフトハンド
- リンデン
- ルーニービル
- ペニエル
- スレイト
- ウォルトン
- ニュートン